# 安切克拉克河
安切克拉克河（俄语：Анчекрак）是俄羅斯的河流，位於堪察加半島，河道全長約10公里，河水主要來自融雪和雨水，最終注入堪察加河，是鮭魚的產卵地。